# 札幌市立柏中学校
札幌市立柏中学校（さっぽろしりつ かしわちゅうがっこう）は、北海道札幌市中央区南21条西5丁目にある公立中学校。

## 概要
新制中学校としては、1947年（昭和22年）開校。前身は1931年（昭和6年）に開校し、1947年（昭和22年）に閉校した旧制「札幌市第二高等小學校」。豊平川縁にあり、市電沿線の住宅街にある。校舎の2階の西側が体育館になっている。札幌市立幌南小学校が隣接する。
1967年以来、性教育に重点的に取り組んできた学校で北海道性教育研究会の事務局校を務めている。総合的な学習の時間を利用して全教員が授業を行っている。
伝統的に生徒会活動が活発である。
主な入学小学校は幌南小学校、山鼻小学校、山鼻南小学校（1992年度までは南小学校）である。少数ではあるが資生館小学校からの入学生もいる。

## 沿革
- 1947年 - 開校
- 1949年 - 分校が札幌市立藻岩中学校として独立する。
- 1955年 - 校歌制定
- 1955年 - 体育館完成
- 1957年 - 開校10周年記念式典・祝賀会
- 1961年 - 伏見中学校開校に伴い一部生徒移動
- 1962年 - 開校15周年記念植樹（柏友園）
- 1967年 - 開校20周年記念式典・祝賀会
- 1969年 - 第14回学研教育賞受賞（純潔教育）
- 1977年 - 初代プール完成、開校30周年・新校舎落成記念式典・祝賀会
- 1979年 - 北海道教育実践校として表彰
- 1986年 - 2代目プール完成
- 1987年 - 開校40周年記念式典・祝賀会
- 1989年 - 新校舎落成記念集会、給食開始
- 1991年 - 山鼻中学校開校に伴い一部生徒移動
- 1997年 - 開校50周年記念式典・祝賀会
- 2007年 - 開校60周年記念式典・祝賀会
- 2017年 - 開校70周年記念式典・祝賀会

## 生徒数
2018年（平成30年）4月1日現在、1年生156人（5学級）、2年生169人（5学級）、3年生158人（4学級）、合計483人となっている。

## 校名・校章の由来
「柏」という校名は、初代校長に就任する安延三樹太が開校前に命名した。その命名の理由は以下の3点である。
1. 「カシワは樹も大きく重々しく、がっしりしている、つまり重厚の風がある」と考えたこと。
2. 当時、通学区域内であった山鼻公園に「立派な柏の木」（『お声掛かりの柏』）[要出典]があったことから、開校にあたり有志から「『柏』を校名に」と望む声があったこと。
3. 旧制第一高等学校の校章が柏であったことにちなみ、柏を校名・校章とすることで、生徒の向学心を起こさせようとしたこと。

校章は、3枚のカシワの葉を組み合わせ、中央に「中」の文字を配している。

## 教育目標
豊かな人間性をめざして
- 高い知性と正しい判断力をもった気品ある人間の育成
- 未来社会をきりひらく強じんな気力・体力をもった人間の育成
- 連帯の意識と自主独立の精神をもった人間の育成

基本方針
- 学びを大切にする学校（確かな学力）
- 生徒の視点にたつ学校（個性の伸長）
- 豊かな心を育む学校（豊かな心の育成）
- 信頼される学校（開かれた学校）

## 著名な出身者

### 政治・行政・経済
- 三井辨雄（元衆議院議員・元厚生労働大臣）[4]
- 小平忠正（元衆議院議員・元国家公安委員会委員長）[5]
- 五十嵐三津雄（元KDDI社長、元郵政事務次官）

### 学術・文化
- 石田英夫（経営学者・慶應義塾大学名誉教授）
- 臼杵知史　(国際法学者、北海道大学名誉教授、明治学院大学名誉教授)
- 西部邁（評論家、経済学者・元秀明大学学頭、元東京大学教授）
- 石橋冠（演出家・元日本テレビディレクター）
- 伊藤隆道（彫刻家・東京藝術大学名誉教授）
- 岩崎紘昌（西洋アンティーク研究家）
- 10代目稀音家三郎助（長唄唄方）
- 保坂正康（ノンフィクション作家）
- 三原順（漫画家）
- 和田哲（雑誌編集者、街歩き研究家）
- おおば比呂司（漫画家・イラストレーター 札幌市第二高等小学校時代）

### 芸能・マスコミ
- 川合千春（女優）
- パラダイス山元（ミュージシャン）
- 森田美由紀（NHKアナウンサー）

### スポーツ
- 大友潤（社会人野球選手）
- 多田修（アルペンスキー選手、五輪出場）
- 種田恵（水泳選手、日本記録更新（2007）、五輪出場）
- 中井孝治（スノーボード選手、五輪出場）
- 村井英司（元プロ野球選手、指導者）

### その他
- 山口二矢（政治活動家、テロリスト）